# Estadio de Alejandría
El Estadio de Alejandría (en árabe: إستاد الإسكندرية) es un estadio polideportivo ubicado en el distrito de Moharram Bey, en la histórica ciudad portuaria de Alejandría, en Egipto. Fue inaugurado en 1929, lo que lo convierte en el más antiguo de Egipto y de toda África. Tras la remodelación llevada a cabo entre 2016 y 2017, tiene capacidad para 13 660 personas.
Es el estadio de los clubes El-Olympi, Al-Ittihad Al-Iskandary y Smouha SC, equipos que disputan la Liga Premier de Egipto. También ha sido escenario de torneos internacionales, incluida la inauguración de los Juegos del Mediterráneo de 1951. Fue sede de las ediciones de la Copa Africana de Naciones 1986 y la Copa Africana de Naciones 2006, y fue sede de los partidos del Grupo B durante la Copa Africana de Naciones 2019.
El estadio fue diseñado por el arquitecto ruso Vladimir Nicohosov, quien se inspiró en la arquitectura islámica.

## Eventos disputados

### Copa Africana de Naciones 2019
- El estadio albergó siete partidos de la Copa Africana de Naciones 2019.
| Fecha               | Selección #1 | Resultado      | Selección #2 | Ronda                 | Espectadores |
| ------------------- | ------------ | -------------- | ------------ | --------------------- | ------------ |
| 22 de junio de 2019 | Nigeria      | 1–0            | Burundi      | Primera fase, Grupo B | 3,192        |
| 22 de junio de 2019 | Guinea       | 2–2            | Madagascar   | Primera fase, Grupo B | 5,342        |
| 26 de junio de 2019 | Nigeria      | 1–0            | Guinea       | Primera fase, Grupo B | 10,388       |
| 27 de junio de 2019 | Madagascar   | 1–0            | Burundi      | Primera fase, Grupo B | 4,900        |
| 30 de junio de 2019 | Madagascar   | 2–0            | Nigeria      | Primera fase, Grupo B | 9,895        |
| 6 de julio de 2019  | Nigeria      | 3–2            | Camerún      | Octavos de final      | 10,000       |
| 7 de julio de 2019  | Madagascar   | 2–2 (4–2 pen.) | RD Congo     | Octavos de final      | 5,890        |